# Lida
Lida (Wit-Russisch: Ліда, Russisch: Лида, Lida, Pools: Lida, Litouws: Lyda) is een stad met 98.231 inwoners in de Wit-Russische oblast Grodno. De stad ligt 160 kilometer ten westen van Minsk en 30 km van de grens met Litouwen. Lida is de op een na grootste stad van de oblast Grodno en is het centrum van de Poolse minderheid in Wit-Rusland. Het is een belangrijk spoorwegknooppunt.

## Geschiedenis
Lida ontstond rond een burcht die vanaf 1323 werd gebouwd door de Litouwse grootvorst Gediminas ter verdediging tegen de Duitse Orde. De stad behoorde tot de voornaamste steden van het Grootvorstendom Litouwen. In 1590 kreeg de stad het Maagdenburgse stadsrecht.
In 1659, tijdens de Pools-Russische Oorlog (1654-1667) werd de burcht van Lida voor het eerst verwoest. De Russen veroverden de burcht en de stad, maar de stad bleef bij de Vrede van Androesovo behouden voor het Pools-Litouwse gemenebest. In 1795, bij de Derde Poolse Deling, kwam Lida alsnog aan Rusland. De stad viel vanaf 1801 onder het gouvernement Grodno en vanaf 1842 onder het Gouvernement Vilnius. In 1812 werd de stad door de Fransen zwaar beschadigd.
In de tweede helft van de 19de eeuw ontwikkelde Lida zich snel, vooral na de aanleg van spoorlijnen (in 1884 naar Vilnius en in 1907 naar Warschau). In 1897 telde de stad 9323 inwoners, waarvan 5.294 joden, en waren er verschillende industrieën, waaronder de nog steeds bestaande brouwerij.
Na een bezetting door Duitsland tijdens de Eerste Wereldoorlog werd Lida in 1919 door Poolse troepen ingenomen. De Vrede van Riga wees de stad aan Polen toe. Lida was tijdens het interbellum de op een na grootste stad van de woiwodschap Nowogródek en bleef tot 1939 Pools: in dat jaar werd de stad door de Sovjet-Unie veroverd en ingedeeld bij de Wit-Russische SSR. Tussen 1941 en 1944 werd Lida door nazi-Duitsland bezet en werd de joodse bevolking van de stad uitgeroeid.
Onder Sovjetbewind maakte de stad vanaf de jaren zestig grootschalige industrialisatie (machinebouw) en een snelle groei door.

## Stadsbeeld
Het voornaamste historische gebouw van Lida is de 14de-eeuwse burcht. Deze werd in 1659 voor het eerst veroverd en leed tijdens de Grote Noordse Oorlog opnieuw zware schade, waarna het gebouw geen militaire functie meer zou hebben. Behalve de twaalf meter hoge muren is er nog één hoektoren volledig bewaard gebleven.